# Edward Telfair
Edward Telfair  (* 1735 in Kirkcudbright, Schottland; † 17. September 1807 in Savannah, Georgia) war ein schottisch-amerikanischer Politiker und zweimaliger Gouverneur von Georgia.

## Frühe Jahre
Der 1735 in Schottland geborene Telfair erhielt nur eine Grundschulausbildung, ehe er bei einer Handelsfirma angestellt wurde. Im Jahr 1758 segelte er im Auftrag seiner Firma mit seinem Bruder William und einem Cousin in die damalige britische Kolonie Virginia. Über North Carolina kam er 1766 nach Savannah in Georgia, wo er mit seinem Bruder und einem anderen Schotten namens Basil Cowper eine der florierendsten Handelsgesellschaften im kolonialen Georgia gründete. Nach und nach erwarb er sich auch Grundbesitz. Damit schuf er sich ein zweites wirtschaftliches Standbein. Er wurde ein erfolgreicher Pflanzer, der auch viele Sklaven beschäftigte. Telfair war sein Leben lang ein Befürworter der Sklaverei und allem, was mit ihr zusammenhing. Er betrieb außerdem ein gutgehendes Sägewerk, wo das Holz aus seinen Wäldern verarbeitet wurde.

## Politische Karriere
Bereits zwei Jahre nach seiner Niederlassung in Savannah begann seine politische Laufbahn. 1768 wurde er in die sogenannte „Common House Assembly“, einer Art Parlament im kolonialen Georgia, gewählt. Mit dem Ausbruch des Unabhängigkeitskrieges 1775 schloss er sich der Freiheitsbewegung der Amerikaner an. Er beteiligte sich an der Plünderung der britischen Munitionsmagazine, wobei 600 Pfund Pulver erbeutet wurden. Zwischen 1778 und 1783 gehörte Telfair dem Kontinentalkongress an. Als einziger Vertreter von Georgia gehörte er zu den Unterzeichnern der Konföderationsartikel, der ersten amerikanischen Verfassung, die bis zur Verabschiedung der heutigen US-Verfassung 1788 in Kraft blieb. 1786 wurde er für ein Jahr zum Gouverneur von Georgia gewählt. Mit den gleichen Prinzipien, die ihn zu einem reichen Mann gemacht hatten, versuchte er nun Georgias Finanzen in Ordnung zu bringen. Er setzte sich für den Abbau der Staatsverschuldung ein; weitere Probleme waren Indianerfragen im Westen und Grenzprobleme mit South Carolina im Nordosten.
1787 wurde Telfair von George Mathews als Gouverneur abgelöst. Er blieb aber weiterhin politisch aktiv. Im selben Jahr gehörte er einem Konvent an, der die neue US-Verfassung ratifizierte. Zwischen 1790 und 1793 war Telfair erneut Gouverneur von Georgia. 1791 konnte er Präsident George Washington anlässlich von dessen Besuch in Georgia auf seiner Plantage bei Savannah glanzvoll empfangen. Hauptprobleme seiner neuen Amtszeit waren unter anderem die Machtaufteilung zwischen der Landesregierung und dem Bund, eine Justizreform und die Steuergesetzgebung. Das Indianerproblem im Westen des Landes stellte eine weitere permanente Herausforderung der Regierung von Georgia dar. Ein juristischer Streit mit einem Bürger von South Carolina, der den Staat Georgia vor dem Obersten Bundesgericht der USA verklagt hatte, führte 1794 zum 11. Zusatz der US-Verfassung, der es den Bürgern eines Staates oder einer ausländischen Macht untersagt, gegen andere US-Bundesstaaten zu klagen.

## Lebensabend und Tod
Nach dem Ausscheiden aus dem Amt zog sich Telfair in das Privatleben zurück. Er starb im September 1807 in Savannah.
Nach ihm ist Telfair County in Georgia benannt.